# تورین تورامبار
تورین تورامبار (به انگلیسی: Túrin Turambar) فردی از نژاد انسان در رشته‌افسانه‌های تالکین است که شخصیت او برپایهٔ شخصیت افسانه‌ای فنلاندی، کولروو از شعر کالوالا، پرداخته شده‌است. تالکین در این باره گفته است که «شخصیت بداقبال کولروو را در قالب دلخواه خودم نوشتم». در رمان فرزندان هورین، سرنوشت فرزندان هورین به‌ویژه تورین تورامبار و خواهرش نیه‌نور آمده‌است.
کتاب فرزندان هورین پس از مرگ خود تالکین و توسط پسرش کریستوفر تالکین منتشر شده‌است.

## ظاهر تورین
تورین یکی از بهترین انسان‌های زمین نمایش داده شده‌است، او موهای مشکی و پوستی سفید و بی‌عیب دارد. چهرهٔ او زیباتر از هر انسان فانی دیگری است. در این زمینه او به مادرش مورون شبیه است. تورین بسیار بلند قد است. او به بلندی انسان‌های تپه‌های ابری هیتلوم است.